# Spectator Records - op i røg
|  | Denne artikel er oprettet af botten Steenthbot ud fra en ekstern database. Den kan derfor have sproglige fejl eller mangler. Denne skabelon kan fjernes efter kontrol af indholdet. |

Spectator Records - op i røg er en dansk dokumentarfilm fra 2017 instrueret af Peter Eg Schwarz-Nielsen, Jesper Bro, Christopher Jon Andersen og Markus Eg Schwarz-Nielsen.

## Handling
70'erne flød med røde strømper, sjove urter, østlig filosofi - og ikke mindst musik i psykedeliske klæder. Nogen peger på Steppeulvene eller Burnin Red Ivanhoe og andre mod Pan, når heltene fra den tid skal hyldes. Men i 1969 var det et lille kollektiv i et civilt rækkehuskvarter uden for Aalborg, der tog førertrøjen hvad angår de psykedeliske toner. Med tidligere journalist Jørgen Bornefelt og jazzmusiker Carsten Meinert ved roret blev det lille kollektiv til et pladeselskab, der udgav selveste Gasolin's første single (i et beskedent oplag). Med lige dele hang til børnemusik, psych-folk og free jazz var Spectator Records det måske mest alsidige pladeselskab i dansk musikhistorie. Og med fuld kul på endte det hele også før det knap var begyndt med en altødelæggende brand i 1972. 'Spectator Records - Op i Røg' går bag om historien med fintfølende klarhed - blandt andet med røverhistorier fra Lis Sørensen og respekt fra Lorenzo 'Guf' Woodrose. Få alle detaljerne om dette oversete kapitel i hippiehistorien, der endelig ser dagens lys på film (CPH:DOX).